# 穆尔古木尔格
|  |

穆尔古木尔格〔藏语意思是“死亡之门”；简称穆尔古；Murgo〕，穆尔古位于穆尔古河河口稍北，是印军支持斗拉特别奥里地军事基地重要的中继站。该村的居民为巴尔蒂人，以杏种植业和饲养牦牛为生。 2001年，印度政府首次宣布计划修建列城-斗拉特别奥里地公路，穆尔古是必经之地。 穆尔古冬季气温可低至-30℃，寒风肆虐。甚少植被和野生动物。只有通过国际海事卫星组织（卫星）手机才能通信。是印度拉达克极北边境的一个小山村，距中国印度实际控制线极近，坐标为35°02′28″N 77°56′13″E / 35.04111°N 77.93694°E )。

## 领土争议
印度认为，位于穆尔古以东的阿克塞钦是印度领土。阿克塞钦面积约约3万平方公里，目前被中国实际控制。 